# Elaphoglossum vieillardii
Elaphoglossum vieillardii là một loài thực vật có mạch trong họ Lomariopsidaceae. Loài này được (Mett.) T. Moore mô tả khoa học đầu tiên năm 1862.